# Indosuchus
Indosuchus raptorius
Genre
Espèce
Indosuchus (« crocodile indien ») est un genre éteint de dinosaures théropodes appartenant à la famille des Abelisauridae datant de la fin du Crétacé (de -70 à -66 millions d'années avant notre ère) et vivant en Inde. À cette époque, l'Inde était une île au milieu de l'océan Indien. Il a cohabité avec d'autres Abelisauridae tel Rajasaurus, un assez grand théropode de 7 mètres de longueur.

## Description
Indosuchus était un théropode carnivore mesurant environ 7 mètres de longueur, pour une masse de l'ordre de 1,2 tonne. Il fait partie de la famille des Abelisauridae, mais celui-ci possède des caractéristiques typiques des Tyrannosauridae, comme la taille et la forme de ses dents.

## Étymologie
La seule espèce connue, Indosuchus raptorius a été nommée par Friedrich von Huene en 1932 et décrit en 1933 par Huene et Matley à partir de trois crânes partiels trouvés en Inde près de Jabalpur dans la formation de Lameta.
Le nom générique signifie « crocodile indien » et vient de Soukhos, le dieu crocodile égyptien, et de Indos, pour l'Indus. L'épithète spécifique raptorius signifie « rapace » en latin.

## Classification
À cause du peu d'éléments fossiles découverts, la classification de Indosuchus a été quelque peu erratique. Bien qu'il soit maintenant un peu fermement classé parmi les Abelisauridae. Au départ, Friedrich von Huene l'avait classé chez les Allosauridae, mais il n'était pas de la même époque. Alors, Alick Donald Walker l'a reclassé chez les Tyrannosauridae en 1964. Cependant, la découverte d'autres Abelisauridae comme Carnotaurus a aidé à clarifier sa position. Malgré le fait que Indosuchus ait des caractéristiques communes avec les Tyrannosauridae, José Bonaparte a conclu en 1986 qu'il était un Abelisauridae.
À cause de tous ces débats sur Indosuchus, il est aujourd'hui considéré comme un Neoceratosauria indéterminé, mais sa classification parmi les Abelisauridae persiste.